# Anton Weber (Theologe)
Anton Weber (* 1. Januar 1868 in München; † 13. April 1947 in Dillingen an der Donau) war ein deutscher katholischer Theologe.

## Leben
Nach der Priesterweihe 1891 war er Stadtkaplan in Giesing, ab 1892 in Haidhausen und ab 1894 Benefiziumsverweser und schließlich Benefiziat an St. Peter (München). Am 1. November 1902 wurde er Lycialprofessor, später Hochschulprofessor für Physik und höhere Mathematik in Dillingen.
Anton Weber initiierte eine methodische Reform des Religionsunterrichtes, indem er pädagogische und psychologische Erkenntnisse nach der sogenannten Münchener katechetischen Methode in den Unterricht einbezog. Er trat entschieden für die Entwicklung einer wissenschaftlichen Katechetik ein. In diesem Sinne fungierte er als Mitbegründer des Münchener Katechetenvereins und von 1902 bis 1908 als Autor und Herausgeber der Katechetischen Blätter.

## Schriften (Auswahl)
- Die Münchener katechetische Methode. Kempten 1905, OCLC 65728519.
- Im Strahlenkranz Mariens. Gebet- und Andachts-Büchlein für alle Verehrer der lieben Gottesmutter. Kevelaer 1927, OCLC 72380189.